# Ajtólövész
Az ajtólövész olyan géppuskás, aki egy légi jármű, leggyakrabban helikopter fedélzetéről tüzel. Feladata a földi célpontok támadása, azon belül is a gyalogság, vagy a gyengén páncélozott járművek kiiktatása.

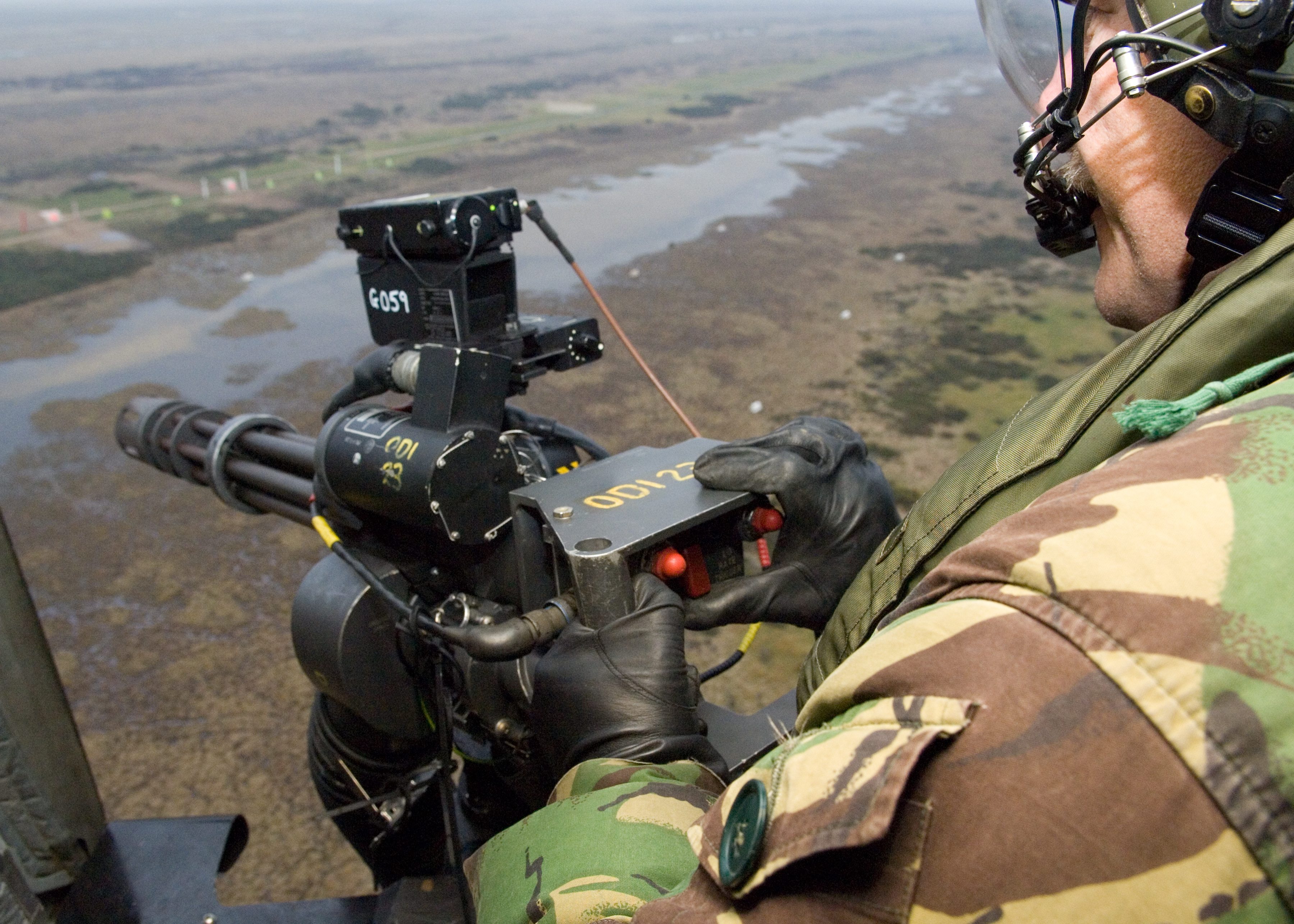
A Brit Királyi Légierő egy ajtólövésze M134 Minigun hatcsövű géppuskával céloz

## Leírása
Az ajtólövészek a helikopterek tökéletesítésével jelentek meg, első nagyobb bevetésük a vietnami háborúban volt, amerikai részről. Repülőgépek azért nem alkalmaznak ajtólövészeket, mert azok olyan magasságban támadják célpontjaikat, rakétákkal és bombákkal, hogy a külső géppuskák feleslegesek és hatástalanok lennének. 
Ennek ellenére helikopterek felfegyverzésére ideálisak a géppuskák, a NATO országai általában az M60-t, vagy a brutális fegyverként emlegetett M134 Minigun-t használják. A Varsói Szövetség "MI" szériás helikopterei általában a PKM géppuska háromlábú állvánnyal ellátott változatát, a PKMsz-t használják fedélzeti fegyverként.

### A fedélzeti géppuska alkalmazása
Amikor a helikopter elhúz a célba vett terület fölött, az ajtólövész megdönti géppuskáját, úgy, hogy annak csöve lefelé nézzen. Ezután céloz, majd elsüti a fegyvert. Sokszor a klasszikus, egycsövű géppuskák nem rendelkeznek elég tűzgyorsasággal, ahhoz, hogy az összes célpontot meg tudják semmisíteni, hisz a jármű csak kis ideig képes a célpont felett repülni. Ezért Amerikában kifejlesztették az M61 20 milliméteres gépágyút, majd annak kisebb kaliberű változatát, a 7,62 mm-es, 60 lövés/másodperc tűzgyorsaságú Minigun géppuskát.